# Walther Stepp
Walther Stepp (* 10. Februar 1898 in Konken; † 1. Februar 1972 in Fürstenfeldbruck) war ein deutscher Jurist, Polizeibeamter und SS-Führer. Im Nationalsozialismus sorgte er als Verbindungsmann zwischen Partei und Justiz dafür, dass Klagen aus dem Polizeibereich, etwa wegen Mordfällen im KZ Dachau, nicht vor Gericht kamen.

## Leben und Wirken
Nach der Volksschule und dem Progymnasium besuchte Stepp zuletzt das humanistische Gymnasium in Kaiserslautern. Nach Beginn des Ersten Weltkrieges brach er im August 1916 den Schulbesuch vorzeitig ab und meldete sich freiwillig zum Militärdienst beim 11. Bayerischen Feldartillerie-Regiment in Würzburg. Mitte Juli 1917 legte er das Notabitur ab und leistete danach an der Westfront Kriegsdienst. Nach Kriegsende schied er im Januar 1919 als Vizewachtmeister der Reserve aus der Armee aus und schloss sich in den folgenden drei Jahren mehreren Freikorps an.
Ab 1919 absolvierte er ein Studium der Rechtswissenschaft an den Universitäten Heidelberg und Erlangen, das er 1922 mit der ersten juristischen Staatsprüfung und Promotion zum Dr. jur. abschloss. Nach dem Rechtsreferendariat trat er im November 1924 als Gerichtsassessor in den bayrischen Staatsdienst ein. Ab Anfang Januar 1926 war er als II. Staatsanwalt in Frankenthal tätig sowie ab Anfang April 1929 als Amtsrichter in Mellrichstadt und ab Anfang Oktober 1929 in Frankenthal.
| Stepps SS-Ränge | Stepps SS-Ränge        |
| Datum           | Rang                   |
| --------------- | ---------------------- |
| April 1934      | SS-Obersturmbannführer |
| November 1934   | SS-Standartenführer    |
|                 | SS-Oberführer          |
| Juni 1943       | SS-Brigadeführer       |

Noch vor der nationalsozialistischen „Machtergreifung“ 1933 trat Stepp im Oktober 1930 der NSDAP (Mitgliedsnummer 400.206) und Anfang August 1931 der SA bei. Auf besonderen Wunsch von Heinrich Himmler wechselte er am 9. November 1933 von der SA zur Mitgliedschaft in der SS (SS-Nr. 36.224). Im Mai/Juni war er für wenige Wochen geschäftsführender Bürgermeister in Frankenthal und auch örtlicher Sonderbeauftragter der OSAF. Im Juni 1933 wechselte er als Staatsanwalt ans Landgericht München I, wo er bereits ab Juli 1934 als Richter tätig wurde. Mit Wirkung vom 9. November 1933 war er bereits dem SD-Hauptamt zugeteilt worden.
Im Januar 1935 wurde Stepp zur Bayerischen Politischen Polizei versetzt, wo er von Anfang Februar 1935 bis Ende November 1937 zum Oberregierungsrat befördert die stellvertretende Leitung übernahm und in Personalunion im Oktober 1936 die Leitung der Staatspolizeileitstelle München. Nach Kompetenzstreitigkeiten mit dem Geheimen Staatspolizeiamt Berlin schied er Ende November 1937 aus dem Polizeidienst aus. Anfang Dezember 1937 wurde er Landgerichtspräsident in Kaiserslautern und übernahm in dieser Stadt Anfang Oktober 1938 den Vorsitz des örtlichen Sondergerichts.
Nach Beginn des Zweiten Weltkrieges nahm Stepp als Soldat der Wehrmacht am Kriegsgeschehen teil und schied im Rang eines Hauptmanns im November 1942 aus der Armee aus. Danach amtierte er in München als Senatspräsident des Sondergerichts 2 beim Landgericht München I und als Oberlandesgerichtspräsident bis Kriegsende. Bei der SS erreichte er im Juni 1943 den Rang eines SS-Brigadeführers.
Nach Kriegsende befand sich Stepp bis Mai 1948 in alliierter Internierung. Nach einem Spruchkammerverfahren in München wurde er im August 1948 als Hauptbeschuldigter entnazifiziert und nach einem neuen Verfahren im März 1950 nur noch als Belasteter eingestuft. Nach weiteren Verfahren wurde ihm im Oktober 1956 die Pension eines Landesgerichtspräsidenten zuerkannt. Seine letzten Wohnorte waren Pasing und Eichenau.

## Schriften
- „Die Zuständigkeit des Deutschen Reiches nach der neuen Reichsverfassung und der bisherigen Reichsverfassung“, Erlangen 1922 (Dissertation).